# Eibenstock
Eibenstock è una città di 7035 abitanti del libero stato della Sassonia, Germania.
Appartiene al circondario dei Monti Metalliferi (targa ERZ) ed è parte della comunità amministrativa (Verwaltungsgemeinschaft) di Eibenstock.

## Amministrazione

### Gemellaggi
- Biebertal, Germania, dal 1991